# Grünberg (Hesja)
Grünberg – miasto w Niemczech, w kraju związkowym Hesja, w rejencji Gießen, w powiecie Gießen.

## Współpraca
Miejscowości partnerskie:
- Condom, Francja
- Mrągowo, Polska